# Championnes de France de natation en bassin de 50 m du 10 × 100 m nage libre

## Dames

### 10 × 100 mètres nage libre dames
| Championnats | Championnats           | 10 × 100 mètres nage libre dames | 10 × 100 mètres nage libre dames | 10 × 100 mètres nage libre dames | 10 × 100 mètres nage libre dames | 10 × 100 mètres nage libre dames |
| ------------ | ---------------------- | -------------------------------- | -------------------------------- | -------------------------------- | -------------------------------- | -------------------------------- |
| 1980 hiver   | Bordeaux               | Enfants de Neptune de Tours      |                                  |                                  |                                  | 10 min 34 s 50 RF                |
| 1980 été     | Brive-la-Gaillarde     | non disputé                      |                                  |                                  |                                  |                                  |
| 1981 hiver   | La Rochelle            | ES Massy                         |                                  |                                  |                                  | 10 min 34 s 83                   |
| 1981 été     | Dunkerque              | non disputé                      |                                  |                                  |                                  |                                  |
| 1982 hiver   | Toulouse               | ES Massy                         |                                  |                                  |                                  | 10 min 31 s 20 RF                |
| 1982 été     | Megève                 | non disputé                      |                                  |                                  |                                  |                                  |
| 1983 hiver   | Tours                  | Cercle des nageurs d'Antibes     |                                  |                                  |                                  | 10 min 22 s 54 RF                |
| 1983 été     | Bordeaux               | non disputé                      |                                  |                                  |                                  |                                  |
| 1984 hiver   | Strasbourg             | Cercle des nageurs d'Antibes     |                                  |                                  |                                  | 10 min 21 s 68 RF                |
| 1984 été     | Paris Georges Vallerey | non disputé                      |                                  |                                  |                                  |                                  |
| 1985 hiver   | Aix-en-Provence        | non disputé                      |                                  |                                  |                                  |                                  |
| 1985 été     | Dunkerque              | non disputé                      |                                  |                                  |                                  |                                  |
| 1986 hiver   | Rennes                 | Stade poitevin                   |                                  |                                  |                                  | 10 min 16 s 98 RF                |
| 1986 été     | Millau                 | non disputé                      |                                  |                                  |                                  |                                  |
| 1987 hiver   | Mulhouse               | CS Clichy                        |                                  |                                  |                                  | 10 min 07 s 17 RF                |
| 1987 été     | Strasbourg             | non disputé                      |                                  |                                  |                                  |                                  |
| 1988 hiver   | Vittel                 | CS Clichy                        |                                  |                                  |                                  | 10 min 13 s 19                   |
| 1988 été     | Dunkerque              | non disputé                      |                                  |                                  |                                  |                                  |
| 1989 hiver   | Forbach                | CS Clichy 92                     |                                  |                                  |                                  | 10 min 06 s 72 RF                |
| 1989 été     | Paris Georges Vallerey | non disputé                      |                                  |                                  |                                  |                                  |
| 1990 hiver   | La Rochelle            | CS Clichy 92                     |                                  |                                  |                                  | 9 min 55 s 39 RF                 |
| 1990 été     | Narbonne               | non disputé                      |                                  |                                  |                                  |                                  |
| 1991 hiver   | Saint-Étienne          | CS Clichy 92                     |                                  |                                  |                                  | 10 min 00 s 03                   |
| 1991 été     | Millau                 | non disputé                      |                                  |                                  |                                  |                                  |
| 1992 hiver   | Dunkerque              | CS Clichy 92                     |                                  |                                  |                                  | 9 min 53 s 63 RF                 |
| 1992 été     | Mennecy                | non disputé                      |                                  |                                  |                                  |                                  |
| 1993 hiver   | Mennecy                | CS Clichy 92                     |                                  |                                  |                                  | 10 min 00 s 69                   |